# Салман Хан
Салман «Сал» Амін Хан (англ. Salman "Sal" Amin Khan, урду سلمان خان) — американський викладач і підприємець. Є засновником Академії Хана, безкоштовної онлайн платформи для навчання і некомерційної організації.
У 2012 році журнал Time включив його в список 100 найбільш впливових людей.

## Біографія
Салман Хан народився і виріс в Новому Орлеані. Його батько родом з міста Барісан, Бангладеш, а мати з Калькутти, Індія. У нього чотири ступені: бакалавр з математики, бакалавр з електротехніки та комп'ютерних наук та магістерський ступінь з комп'ютерних наук, отримані в Массачусетському технологічному інституті, а також ступінь MBA Гарвардської школи бізнесу. До 2009 року він працював аналітиком гедж-фонду.